# Mussismilia hispida
Espèce
Statut CITES
Mussismilia hispida est une espèce de coraux appartenant à la famille des Mussidae.